# 平石富男
平石 富男（ひらいし とみお、1954年4月10日 - ）は、日本の放送記者、NHK放送研修センター常務理事研修事業部長。

## 概要
- 栃木県立宇都宮高等学校、東京大学法学部卒業。1977年にNHK入局。報道局社会部、科学文化部、特報部で記者として、災害・科学・原子力を取材[1]。首都圏ネットワーク初代キャスター、解説委員、放送総局解説委員室解説主幹、富山放送局長（2006.10就任）[2]、放送総局首都圏放送センター長、秘書室長（2010.6～2011）を経て[3]、現職[1]。

## 過去の担当番組
- NHK特集「原子炉解体　〜放射性廃棄物をどうするか〜」（リポーター 1988.6.27）
- イブニングネットワーク首都圏（キャスター 1994.4～1997.3）
- 首都圏ネットワーク（キャスター 1997.4.1～1998.3.27）
- NHKラジオ夕刊（編集長 ～2008.3）